# Yeye (R.40) jezici
Yeye (R.40) jezici,  malena podskupina nigersko-kongoanskih jezika koja čini širu centralnu bantu skupinu zone R zajdno s podskupinama herero (R.30), ndonga (R.20) i južni mbundu (R.10).
Jedini predstavnik koji obuhvaća je jezik yeyi ili ciyei, koba [yey] iz Bocvane i Namibije, ukupno 24,000 govornika

## Vanjske poveznice
- Ethnologue (14th)
- Ethnologue (15th)